# بنوا گرافین
بنوا گرافین (به انگلیسی: Benoît Graffin) (زاده ۱۴ اوت ۱۹۶۶) فیلمنامه‌نویس و کارگردان فرانسوی است. او در سال ۱۹۹۸ در جشنواره فیلم مدیترانه مونپلی برای فیلم Café de la plage کمک هزینه توسعه دریافت کرد.

## فیلم‌شناسی
به عنوان یک نویسنده:
- The Trouble With You (2018)
- Open at Night (2016)
- دکتر آفریقایی (۲۰۱۶)
- Encore heureux (2016) (نویسنده و کارگردان)
- دروغ زیبا (۲۰۱۰)
- La fille de Monaco (2008)
- گرانبها (۲۰۰۶)
- Les ambitieux (2006)
- Après Vous... (2003)
- Café de la plage (2001) (نویسنده و کارگردان)
- Le New Yorker (1998) (نویسنده و کارگردان)